# Георге Кордуняну
Георге Кордуняну (рум. Gheorghe Corduneanu; нар. 11 червня 1976) — румунський борець вільного стилю, чемпіон світу серед кадетів, чемпіон Франкомовних ігор, учасник Олімпійських ігор.

## Життєпис
Боротьбою почав займатися з 1986 року.
Виступав за спортивні клуби «CSS Unirea» Ясси та «Стяуа» Бухарест. Тренер — Георге Броштяну.
Виходець із малозабезпеченої родини з 11 дітьми. Старший брат Константін був відомим в Румунії борцем, срібним призером чемпіонату Європи, чемпіоном Франкомовних ігор, учасником двох Олімпійських ігор. Ще під час своєї спортивної кар'єри Константін очолив злочинний клан мафіозного типу, який звинувачували в торгівлі людьми, торгівлі неповнолітніми, наркоторгівлі, шантажі та шахрайстві. До угрупування, разом з іншими рідними та двоюрідними братами Константіна входив і його молодший брат Георге. У 2010 році в результаті масштабної операції МВС, в якій були задіяні майже 1000 поліцейських, жандармів і прокурорів, які штурмували квартири і будинки в Яссах і його околицях, клану Кордуняну був нанесений відчутний удар. Були затримані десятки членів угрупування. Були вилучені гроші і зброя, в результаті співпраці з ФБР та Інтерполом, з'явились десятки тисяч сторінок доказів організованої злочинності. Серед затриманих був і сам Георге. Але після слідства, що тривало 10 років, З 27 обвинувачених, майже половина з яких були братами або двоюрідними братами з клану Кордуняну, 24 були виправдані. Сам глава клану отримав лише незначний термін за підбурювання до комп'ютерного злочину. 15 квітня 2024 року Константін Кордуняну помер після операції на серці. Після його смерті клан Кордуняну очолив рідний брат Константіна та Георге Адріан на прізвисько «Белюа».

## Спортивні результати на міжнародних змаганнях

### Виступи на Олімпіадах
| Змагання                    | Збірна  | Вагова категорія          | Місце |
| --------------------------- | ------- | ------------------------- | ----- |
| Літні Олімпійські ігри 1996 | Румунія | вільна боротьба, до 48 кг | 7     |

### Виступи на Чемпіонатах світу
| Змагання                        | Збірна  | Вагова категорія          | Місце |
| ------------------------------- | ------- | ------------------------- | ----- |
| Чемпіонат світу з боротьби 1994 | Румунія | вільна боротьба, до 48 кг | 11    |
| Чемпіонат світу з боротьби 1997 | Румунія | вільна боротьба, до 54 кг | 28    |

### Виступи на Чемпіонатах Європи
| Змагання                         | Збірна  | Вагова категорія          | Місце |
| -------------------------------- | ------- | ------------------------- | ----- |
| Чемпіонат Європи з боротьби 1995 | Румунія | вільна боротьба, до 48 кг | 8     |
| Чемпіонат Європи з боротьби 1996 | Румунія | вільна боротьба, до 48 кг | 7     |
| Чемпіонат Європи з боротьби 1997 | Румунія | вільна боротьба, до 54 кг | 6     |
| Чемпіонат Європи з боротьби 1998 | Румунія | вільна боротьба, до 54 кг | 9     |

### Виступи на інших змаганнях
| Змагання              | Збірна  | Вагова категорія          | Місце  |
| --------------------- | ------- | ------------------------- | ------ |
| Франкомовні ігри 1994 | Румунія | вільна боротьба, до 48 кг | Золото |

### Виступи на змаганнях молодших вікових груп
| Змагання                                       | Збірна  | Вагова категорія          | Місце  |
| ---------------------------------------------- | ------- | ------------------------- | ------ |
| Чемпіонат Європи з боротьби серед юніорів 1993 | Румунія | вільна боротьба, до 46 кг | 6      |
| Чемпіонат світу з боротьби серед кадетів 1992  | Румунія | вільна боротьба, до 40 кг | Золото |